# Ганжела, Иван Васильевич
Иван Васильевич Ганжела (1924—1968) — участник Великой Отечественной войны, наводчик противотанкового ружья (ПТР) 7-го гвардейского истребительного противотанкового дивизиона 7-го гвардейского кавалерийского корпуса 61-й армии Центрального фронта, гвардии красноармеец. Герой Советского Союза (1944).

## Биография
Родился 15 октября 1924 года на хуторе Коврино ныне Пролетарского района Ростовской области в крестьянской семье. Русский.
Окончил 7 классов. Работал забойщиком на шахте.
В Красной Армии с 1942 года. Участник Великой Отечественной войны с 1942 года. Член КПСС с 1947 года.
Наводчик ПТР гвардии красноармеец Иван Ганжела особо отличился при форсировании реки Днепр в районе деревни Нивки ныне Брагинского района Гомельской области Белоруссии. В ночь на 27 сентября 1943 года гвардии красноармеец Ганжела в числе первых переправлялся на правый берег Днепра. Плот, на котором находилось три расчёта ПТР, был разбит волнами. Иван Ганжела первым бросился в воду и увлёк за собой других бойцов. Доплыв до берега, воины-бронебойщики забросали неприятеля гранатами, захватили траншею, отбили многочисленные вражеские контратаки и закрепились на плацдарме, чем содействовали переправе остальных подразделений.
В 1945 году И. В. Ганжела окончил кавалерийское училище. В 1946 году был демобилизован.
Находился на административно-хозяйственной работе в Пролетарском районе и в городе Новочеркасске Ростовской области.
Умер 22 сентября 1968 года.

## Награды
- Указом Президиума Верховного Совета СССР «О присвоении звания Героя Советского Союза генералам, офицерскому, сержантскому и рядовому составу Красной Армии» от 15 января 1944 года за «образцовое выполнение боевых заданий командования на фронте борьбы с немецкими захватчиками и проявленными при этом отвагу и геройство» гвардии красноармейцу Ганжеле Ивану Васильевичу присвоено звание Героя Советского Союза с вручением ордена Ленина и медали «Золотая Звезда» (№ 3199)[3].
- Награждён орденом Ленина и медалями.

## Память
- Именем Героя была названа пионерская дружина школы, а также улица в городе Новочеркасске.
- В Новочеркасском музее истории донского казачества имеются материалы, посвященные И. В. Ганжеле[4].